# Kantenbild

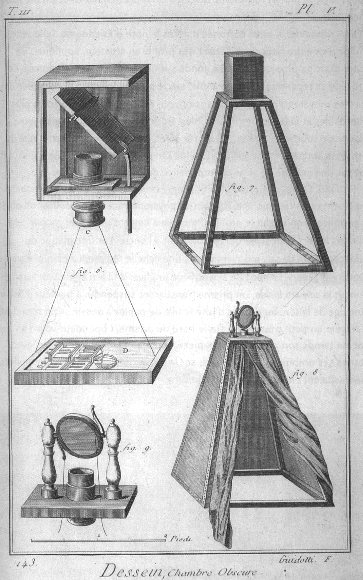
Originalbild

Ein Kantenbild wird aus einem digitalen Bild durch sogenannte Kantendetektion berechnet, indem benachbarte Bildelemente (Pixel) auf Änderungen ihrer Farb- oder Grauwerte analysiert werden.
Als Ergebnis werden markante Farb- und Helligkeitsübergänge mit weiß markiert. Alles andere ist schwarz.

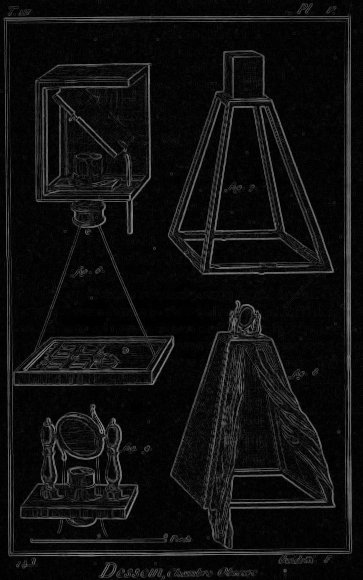
Kantenbild

Die bekanntesten Kantenfilter (siehe auch Kantenoperator, Kantendetektion) sind:
- Sobel-Operator
- Laplace-Filter
- Prewitt-Operator
- Roberts-Operator
- Canny-Algorithmus